# Barbara Schett
Barbara Schett Eagle, nata Barbara Schett (Innsbruck, 10 marzo 1976), è una conduttrice televisiva, telecronista sportiva ed ex tennista austriaca.

## Biografia
Vincitrice di tre titoli WTA in singolare, la sua migliore posizione fu la 7ª, raggiunta il 13 settembre 1999, anno in cui si qualificò anche per i quarti di finale degli US Open.
Rappresentò l'Austria ai Giochi Olimpici di Sydney nel 2000, raggiungendo anche in questa occasione i quarti di finale. Dopo l'Australian Open 2005 si ritirò dal tennis, dedicandosi all'attività televisiva. Ha iniziato a collaborare col canale Eurosport, commentando incontri di tennis, ma anche conducendo programmi in studio.

## Carriera

### Junior
Ha ottenuto buoni risultati a livello giovanile, ha raggiunto i quarti di finale al Trofeo Bonfiglio 1992 mentre si è avventurata fino alla finale degli Australian Open 1994 dove si è arresa a Trudi Musgrave.

### Professionista

#### 1991-1995
Ha fatto il suo esordio nel circuito WTA e Kitzbühel nel 1991 ma frequentò principalmente il circuito ITF dove ha vinto il primo titolo a Zaragoza nel 1992. Nel 1993, la Schett è entrata nella top 200 mondiale e ha raggiunto i quarti di finale a Kitzbühel e Montpellier. A Kitzbühel sconfisse nel terzo turno la numero diciassette al mondo Katerina Maleeva per poi perdere nei quarti con la connazionale Judith Wiesner.
Nel 1994 ha raggiunto la semifinale a Linz dove perse contro Sabine Appelmans e nella stessa stagione ha fatto il suo esordio nei tornei del Grande Slam, perse infatti al primo turno del Roland Garros. Il 4 aprile 1994 è entrata nella top 100 mondiale mentre l'anno successivo ha ottenuto la semifinale di Palermo e i quarti di finale a Praga.

#### 1996
Ha iniziato l'anno 1996 partecipando ai tornei di Auckland e Sydney in preparazione per gli Australian Open. Al terzo turno dello Slam australiano sconfisse Helena Suková me venne eliminata al turno successivo da Anke Huber. A luglio vinse il suo primo titolo WTA, sulla terra rossa di Palermo ha sconfitto con un doppio 6-3 la tedesca Sabine Hack. Nel finire di stagione ha raggiunto la semifinale a Mosca eliminando sulla sua strada la numero otto mondiale Magdalena Maleeva. Finisce l'anno alla posizione trentotto del ranking.

#### 1997
Ha cominciato la nuova stagione con le sconfitte nel primo turno dei tornei di Auckland e Hobart. Ha raggiunto il terzo turno all'Australian Open, perdendo contro Martina Hingis.
A Miami perde al quarto turno contro Iva Majoli col punteggio di 6-2, 4-6, 6-2. mentre a Wimbledon perde al secondo turno contro Magdalena Grzybowska per 4-6, 6-3, 6-2.
A Palermo ha perso nella semifinale contro la francese Sandrine Testud, ma ha conquistato il torneo di doppio con l'italiana Silvia Farina Elia. Ha vinto il suo secondo titolo WTA in Austria battendo Henrieta Nagyová in finale.
Al suo ultimo torneo dell'anno a Zurigo Schett è stata costretta al ritiro contro la giapponese Ai Sugiyama.

#### 1998
Nel primo Slam dell'anno ha raggiunto il quarto turno perdendo contro la spagnola Conchita Martínez. Si avventurò fino alla semifinale di Madrid perdendo contro Dominique van Roost mentre si fermò ai quarti in Austria, perdendo contro la svizzera Emmanuelle Gagliardi. A Palermo ha raggiunto la finale ma non è riuscita a ripetere il risultato del 1996 arrendendosi a Patty Schnyder. Si è ripresentata in finale anche a Boston ma ancora una volta si è arresa all'incontro decisivo, contro Mariaan de Swardt. Agli US Open ha perso al terzo turno contro Amanda Coetzer.

#### 1999
Ha iniziato la stagione con due semifinali, a Auckland e a Sydney dove ha eliminato le due top-10 Conchita Martínez e Arantxa Sánchez Vicario. Ha giocato la finale della Kremlin Cup, sconfitta da Nathalie Tauziat, mentre ha raggiunto per la prima volta i quarti di finale in uno Slam, agli US Open dove venne sconfitta da Venus Williams. Grazie anche al risultato a New York ha ottenuto la settima posizione mondiale, suo miglior risultato in singolare.

#### 2000
Nel 2000 ha vinto il suo terzo titolo WTA a Klagenfurt. All'Open di Zurigo è avanzata fino alle semifinali eliminando sulla sua strada le top-5 Amanda Coetzer e Nathalie Tauziat.

#### 2001
A Doha ha perso nella semifinale contro Martina Hingis mentre a Vienna e Mosca si arrese nei quarti. All'Open di Francia ha sconfitto la numero due mondiale Venus Williams. Dopo aver vinto il torneo di doppio di Sydney (con Anna Kurnikova), ha raggiunto la sua migliore posizione nel doppio, l'ottava.

#### 2002
Nel 2002 ha sconfitto le giocatrici top 20 Chanda Rubin e Kim Clijsters. È riuscita a vincere il torneo di doppio di Amburgo in coppia con Martina Hingis.

#### 2003
A Madrid ha raggiunto la semifinale, a Gold Coast i quarti e all'Open di Francia il terzo turno. Nei restanti tornei della stagione non è riuscita a superare il primo turno.

#### 2004
Come numero 77 del mondo, Schett ha sconfitto a Indian Wells la numero 13 del mondo Paola Suárez per 6-3, 6-4 venendo poi sconfitta al quarto turno da Conchita Martínez. Nel doppio ha vinto il torneo di Parigi con Patty Schnyder, ha vinto anche i tornei di Budapest e Stoccolma con Petra Mandula e poi Alicia Molik. Ha raggiunto la finale di doppio di Hobart con Els Callens, le semifinali di 's-Hertogenbosch, Los Angeles, l'US Open (tutti con Patty Schnyder) e Linz con Patricia Wartusch.

#### 2005
Ha giocato la sua ultima partita da professionista al secondo turno dell'Australian Open 2005 perdendo contro la slovacca Daniela Hantuchová 6-4 6-0.

## Vita privata
Barbara Schett è sposata con l'ex tennista australiano Joshua Eagle: i due, che hanno anche giocato insieme in doppio misto, hanno un figlio di nome Noah. Risiede tuttora nella città natale Innsbruck.

## Statistiche

### Singolare

#### Vittorie (3)
| Legenda               |
| --------------------- |
| Grande Slam (0)       |
| Ori Olimpici (0)      |
| WTA Championships (0) |
| Tier I (0)            |
| Tier II (0)           |
| Tier III (1)          |
| Tier IV & V (2)       |

| No. | Data           | Torneo                                       | Superficie | Avversario in finale | Punteggio     |
| 1.  | 21 luglio 1996 | Internazionali Femminili di Palermo, Palermo | Terra      | Sabine Hack          | 6–3, 6–3      |
| 2.  | 3 agosto 1997  | WTA Austrian Open, Maria Lankowitz           | Terra      | Henrieta Nagyová     | 3–6, 6–2, 6–3 |
| 3.  | 16 luglio 2000 | Uniqa Grand Prix, Klagenfurt                 | Terra      | Patty Schnyder       | 5–7, 6–4, 6–4 |

#### Finali perse (3)
| Legenda               |
| --------------------- |
| Grande Slam (0)       |
| Ori Olimpici (0)      |
| WTA Championships (0) |
| Tier I (1)            |
| Tier II (0)           |
| Tier III (1)          |
| Tier IV & V (1)       |

| No. | Data            | Torneo                                       | Superficie | Avversario in finale | Punteggio     |
| 1.  | 19 luglio 1998  | Internazionali Femminili di Palermo, Palermo | Terra      | Patty Schnyder       | 6–1, 5–7, 6–2 |
| 2.  | 14 agosto 1998  | Boston Cup, Boston                           | Cemento    | Mariaan de Swardt    | 3–6, 7–6, 7–5 |
| 3.  | 24 ottobre 1999 | Kremlin Cup, Mosca                           | Sintetico  | Nathalie Tauziat     | 2–6, 6–4, 6–1 |

#### Titoli ITF (1)
| No. | Data          | Torneo       | Località          | Superficie | Avversario in finale | Punteggio |
| 1.  | 22 marzo 1992 | ITF Zaragoza | Saragozza, Spagna | Terra      | Eva Jiménez Sanz     | 6–4, 6–4  |

### Doppio

#### Vittorie (10)
| Legenda               |
| --------------------- |
| Grande Slam (0)       |
| Ori Olimpici (0)      |
| WTA Championships (0) |
| Tier I (0)            |
| Tier II (5)           |
| Tier III (0)          |
| Tier IV & V (5)       |

| No. | Data             | Torneo                                           | Superficie | Compagna           | Avversarie in finale                       | Punteggio     |
| 1.  | 21 luglio 1996   | Internazionali Femminili di Palermo, Palermo     | Terra      | Janette Husárová   | Florencia Labat Barbara Rittner            | 6–1, 6–2      |
| 2.  | 20 luglio 1997   | Internazionali Femminili di Palermo, Palermo (2) | Terra      | Silvia Farina Elia | Florencia Labat Mercedes Paz               | 2–6, 6–1, 6–4 |
| 3.  | 3 maggio 1998    | WTA Hamburg, Amburgo                             | Terra      | Patty Schnyder     | Martina Hingis Jana Novotná                | 7–6, 3–6, 6–3 |
| 4.  | 10 gennaio 1999  | ASB Classic, Auckland                            | Cemento    | Silvia Farina Elia | Seda Noorlander Marlene Weingärtner        | 6–2, 7–6      |
| 5.  | 14 gennaio 2001  | Medibank International, Sydney                   | Cemento    | Anna Kurnikova     | Lisa Raymond Rennae Stubbs                 | 6–2, 7–5      |
| 6.  | 5 maggio 2002    | WTA Hamburg, Amburgo (2)                         | Terra      | Martina Hingis     | Daniela Hantuchová Arantxa Sánchez Vicario | 6–1, 6–1      |
| 7.  | 9 febbraio 2003  | Open Gaz de France, Parigi                       | Sintetico  | Patty Schnyder     | Marion Bartoli Stéphanie Cohen-Aloro       | 2–6, 6–2, 7–6 |
| 8.  | 15 febbraio 2004 | Open Gaz de France, Parigi (2)                   | Sintetico  | Patty Schnyder     | Silvia Farina Elia Francesca Schiavone     | 6–3, 6–2      |
| 9.  | 2 May 2004       | Hungarian Grand Prix, Budapest                   | Terra      | Petra Mandula      | Virág Németh Ágnes Szávay                  | 6–3, 6–2      |
| 10. | 8 agosto 2004    | Nordea Nordic Light Open, Stoccolma              | Cemento    | Alicia Molik       | Emmanuelle Gagliardi Anna-Lena Grönefeld   | 6–3, 6–3      |

### Risultati in progressione
| Sigla | Risultato               |
| ----- | ----------------------- |
| V     | Vincitore               |
| F     | Finalista               |
| SF    | Semifinalista           |
| O     | Oro olimpico            |
| A     | Argento olimpico        |
| SF    | Bronzo olimpico         |
| QF    | Quarti di Finale        |
| 4T    | Quarto turno            |
| 3T    | Terzo turno             |
| 2T    | Secondo turno           |
| 1T    | Primo turno             |
| RR    | Round Robin             |
| LQ    | Turno di qualificazione |
| A     | Assente                 |
| ND    | Non disputato           |

| Legenda superfici    |
| -------------------- |
| Cemento              |
| Terra battuta        |
| Erba                 |
| Superficie variabile |

#### Singolare nei tornei del Grande Slam
| Torneo          | 1994 | 1995 | 1996 | 1997 | 1998 | 1999 | 2000 | 2001 | 2002 | 2003 | 2004 | 2005 |
| --------------- | ---- | ---- | ---- | ---- | ---- | ---- | ---- | ---- | ---- | ---- | ---- | ---- |
| Australian Open | A    | 1T   | 4T   | 3T   | 4T   | 4T   | 4T   | 3T   | 3T   | 1T   | 2T   | 2T   |
| Open di Francia | 1T   | 1T   | 1T   | 1T   | 1T   | 3T   | 4T   | 4T   | 2T   | 3T   | 1T   | A    |
| Wimbledon       | 1T   | A    | 2T   | 2T   | 2T   | 4T   | 1T   | 3T   | 2T   | 2T   | 1T   | A    |
| US Open         | 1T   | 1T   | 2T   | 2T   | 3T   | QF   | 2T   | 4T   | 2T   | 2T   | 1T   | A    |

#### Doppio nei tornei del Grande Slam
| Torneo          | 1994 | 1995 | 1996 | 1997 | 1998 | 1999 | 2000 | 2001 | 2002 | 2003 | 2004 | 2005 |
| --------------- | ---- | ---- | ---- | ---- | ---- | ---- | ---- | ---- | ---- | ---- | ---- | ---- |
| Australian Open | A    | A    | A    | 1T   | 1T   | 3T   | SF   | QF   | 2T   | 1T   | 2T   | 1T   |
| Open di Francia | A    | A    | A    | A    | QF   | 3T   | QF   | QF   | 3T   | QF   | 3T   | A    |
| Wimbledon       | A    | A    | A    | 1T   | 1T   | 1T   | 3T   | 1T   | 3T   | 1T   | 3T   | A    |
| US Open         | A    | 1T   | 1T   | 1T   | QF   | SF   | QF   | 2T   | 1T   | 2T   | SF   | A    |

#### Doppio misto nei tornei del Grande Slam
| Torneo          | 1994 | 1995 | 1996 | 1997 | 1998 | 1999 | 2000 | 2001 | 2002 | 2003 | 2004 | 2005 |
| --------------- | ---- | ---- | ---- | ---- | ---- | ---- | ---- | ---- | ---- | ---- | ---- | ---- |
| Australian Open | A    | A    | A    | A    | A    | A    | A    | F    | 1T   | 2T   | A    | 1T   |
| Open di Francia | A    | A    | A    | A    | A    | A    | A    | 1T   | 2T   | 2T   | A    | A    |
| Wimbledon       | A    | A    | A    | A    | 2T   | A    | SF   | 1T   | 3T   | 2T   | QF   | A    |
| US Open         | A    | A    | A    | A    | A    | A    | QF   | 2T   | A    | A    | 1T   | A    |

## Vittorie contro giocatrici Top 10
| Stagione | 1996 | 1997 | 1998 | 1999 | 2000 | 2001 | 2002 | Totale |
| Vittorie | 1    | 1    | 2    | 5    | 1    | 2    | 1    | 13     |

| #    | Giocatrice                  | Ranking | Evento                                     | Superficie    | Turno | Punteggio        | Rank. BSR |
| ---- | --------------------------- | ------- | ------------------------------------------ | ------------- | ----- | ---------------- | --------- |
| 1996 |                             |         |                                            |               |       |                  |           |
| 1.   | Magdalena Maleeva           | 8       | Bausch & Lomb Championships, Amelia Island | Terra verde   | 2T    | 6-1, 6-3         | 58        |
| 1997 |                             |         |                                            |               |       |                  |           |
| 2.   | Anke Huber                  | 8       | Citizen Cup, Amburgo                       | Terra rossa   | 2T    | 6-4, 7-6(3)      | 38        |
| 1998 |                             |         |                                            |               |       |                  |           |
| 3.   | Iva Majoli                  | 9       | Citizen Cup, Amburgo                       | Terra rossa   | 2T    | 7-5, 6-2         | 32        |
| 4.   | Amanda Coetzer              | 8       | Boston Cup, Boston                         | Cemento       | QF    | 6(5)-7, 6-4, 6-1 | 29        |
| 1999 |                             |         |                                            |               |       |                  |           |
| 5.   | Conchita Martínez           | 9       | Sydney International, Sydney               | Cemento       | 2T    | 6-3, 7-6(7)      | 24        |
| 6.   | Arantxa Sánchez Vicario (1) | 4       | Sydney International, Sydney               | Cemento       | QF    | 1-6, 6-1, 6-0    | 24        |
| 7.   | Arantxa Sánchez Vicario (2) | 5       | Australian Open, Melbourne                 | Cemento       | 3T    | 6-2, 6-2         | 20        |
| 8.   | Jana Novotná                | 4       | Betty Barclay Cup, Amburgo                 | Terra rossa   | QF    | 6-4, 6-3         | 20        |
| 9.   | Nathalie Tauziat (1)        | 9       | German Open, Berlino                       | Terra rossa   | 3T    | 6-1, 4-6, 7-6(4) | 20        |
| 2000 |                             |         |                                            |               |       |                  |           |
| 10.  | Nathalie Tauziat (2)        | 7       | Swisscom Challenge, Zurigo                 | Cemento (i)   | 2T    | 3-6, 6-3, 6-3    | 25        |
| 2001 |                             |         |                                            |               |       |                  |           |
| 11.  | Venus Williams              | 2       | Open di Francia, Parigi                    | Terra rossa   | 1T    | 6-4, 6-4         | 25        |
| 12.  | Justine Henin               | 8       | Kremlin Cup, Mosca                         | Sintetico (i) | 2T    | 5-7, 7-6(6), 6-2 | 19        |
| 2002 |                             |         |                                            |               |       |                  |           |
| 13.  | Kim Clijsters               | 7       | Canada Masters, Montréal                   | Cemento       | 3T    | 6-4, 6-4         | 35        |